# Adel Salameh
Adel Salameh (arabisch عادل سلامة, DMG ʿĀdil Salāma; * 1966 in Nablus; † 23. Januar 2019) war ein palästinensischer Oudspieler.
Salameh begann seine musikalische Laufbahn schon, bevor er 1990 nach Europa ging. Dort profilierte er sich als bedeutender Oudspieler und gab Konzerte in Japan, Australien, Singapur, Hongkong, Südafrika und vielen europäischen und amerikanischen Ländern. Er hatte Auftritte in bedeutenden europäischen Konzerthäusern Europas wie der Royal Festival Hall in London, dem Concertgebouw in Amsterdam und dem Opernhaus in Lyon und trat weltweit bei Musikfestivals auf.
Im Ruf eines Botschafters der arabischen Musik im Westen stehend bemühte er sich, Brücken zwischen verschiedenen Kulturen zu bauen und arbeitete mit türkischen, spanischen, indischen, französischen, englischen, israelischen und mit Jazzmusikern zusammen. Mehrere CDs nahm er mit der algerischen Sängerin Naziha Azzouz auf.

## Diskographie
- Master of the Oud
- Awda
- Nuzhu
- Kanza
- Rissala
- Mediterraneo
- Solo